# سیاست آب
سیاست آب یا هیدروپلتیک (به انگلیسی: Hydropolitics) به سیاست‌هایی که تحت تأثیر در دسترس بودن آب و منابع آبی، که یک ضرورت برای همه اشکال زندگی و پیشرفت بشریت می‌باشد گفته می‌شود.
این اصطلاح نخست توسط John Waterbury در کتابش با عنوان Hydropolitics of the Nile Valley ، انتشارات دانشگاه سیراکیوز ،1979. (ISBN 0-8156-2192-2) استفاده شد. تعریف Elhance از هیدروپلتیک مطالعات سیستماتیک نزاع و همکاری ایالت‌ها برای استفاده از منابع آبی ای است که خارج از مرزهای بین‌المللی قرار دارند.
دسترسی به آب آشامیدنی در جهان به ازای هر نفر ناکافی است و همچنان مقدار آن در حال کاهش می‌باشد. این مسئله به دلایل فراوان و متفاوتی اتفاق افتاده که البته به کیفیت و کمیت نیز مرتبط است. به‌طور مثال یکی از این دلیل‌ها جمعیت بسیار بالا و کمبود منابع آبی در اثر خشکسالی چند دهه اخیر است. گفتنی ست در سال‌های گذشته نیز حمایت قابل توجهی از رویکردهای دانش‌بنیان در حوزه تولید آب و تصفیه آن نیز صورت نگرفته‌است.

## آب به عنوان یک منبع مهم
نکته بسیار حائز اهمیت این است که آب شیرین به عنوان یک نیاز بنیادی برای تمام موجودات زنده، انسان، دام و فرآورده‌های کشاورزی مصرف می‌شود.

برنامه پیشرفت و توسعه ملل متحد (به انگلیسی: UNDP) دسترسی به آب شیرین را حق اساسی و پیش نیاز صلح ملت‌ها می‌داند.
کوفی عنان دبیرکل پیشین سازمان ملل متحد در سال ۲۰۰۱ دسترسی به آب سالم را یک نیاز اساسی و یک حق مسلم اعلام کرد و آب آلوده را دلیل خدشه‌دار شدن سلامت جسمی و اجتماعی مردم مطرح کرد و گفت این عمل توهین به کرامات انسانیست.
طبق گزارش سازمان بهداشت جهانی (به انگلیسی: WHO) هر فرد در روز برای انجام امور بهداشتی خود نیازمند ۲۰ لیتر آب شیرین که برابر با ۷۳۰۰ لیتر برای هر نفر در یک سال می‌باشد.
البته آمار و ارقام میزان مصرف آب در کشورها نسبت به یکدیگر بنا به علت‌هایی نظیر منابع آبی یا جغرافیایی یا به‌طور مثال بین کشورهای در حال توسعه یا توسعه یافته یا نحوه توزیع آب به هر خانه متفاوت است.
با این حال برخی کشورهای آمریکای لاتین، بخش‌هایی از آسیا و جنوب شرق آسیا، خاورمیانه و آفریقا هنوز منابع آبی کافی یا زیرساخت مناسب توسعه یافته در بحث منابع آبی را دارا نیستند.
این مسئله به دلایل متفاوتی اتفاق می‌افتد. این مسئله در مناقشات یا اغلب در کمتر شدن سطح سرانه مصرفی آب شیرین منجر به بروز بیشتر بیماری و مرگ می‌شود.
منبع آب شیرین اغلب از طریق بارش، برف یا مه تنک می‌باشد که این چرخه آب طی سالیان دراز و میلیونها سال به همین صورت عمل می‌کند.
آب شیرین تنها ۳٪ از تمام آب کره زمین را شکل می‌دهد که حدود دو سوم آن هم به صورت یخچال‌های طبیعی و یخ‌های قطبیست.

## سیاست آب کشورها
در ایالات متحده آمریکا نزدیک به ۲۰۰۰ متر مکعب آب به ازای هر نفر در سال مصرف می‌شود. در بین کشورهای عضو سازمان همکاری اقتصادی و توسعه (به انگلیسی: سازمان همکاری اقتصادی و توسعه) ایالات متحده آمریکا بیشترین میزان مصرف آب را دارد.
بعد از آن کانادا با میزان مصرف ۱۶۰۰ متر مکعب آب به ازای هر نفر در سال قرار دارد که تقریباً دو برابر سرانه آب مصرفی هر شخص در فرانسه، سه برابر شخص مشابهی در آلمان و تقریباً هشت برابر یک شخص دانمارکی!
دانشگاه ویکتوریا در گزارشی در سال ۲۰۰۱ عنوان کرد میزان آب مصرفی کلی در کشور کانادا از سال ۱۹۸۰ به میزان ۲۵٫۷٪ افزایش یافته‌است. این مقدار در واقع پنج برابر میزان افزایش مصرف آب کشورهای عضو سازمان همکاری اقتصادی و توسعه (به انگلیسی: سازمان همکاری اقتصادی و توسعه) می‌باشد.

## خاور میانه
در خاورمیانه آب یک مسئله مهم استراتژیکی و سیاسی است. در سال ۲۰۲۵ پیش‌بینی شده‌است مقدار مصرف آب کشورهای عربی خاورمیانه به دو برابر مقدار آب در دسترس آن‌ها افزایش خواهد یافت.
با توجه به گزارش‌های اتحادیه عرب (به انگلیسی: اتحادیه کشورهای عرب) دو سوم کشورهای عرب کمتر از ۱۰۰۰ متر مکعب آب در دسترس به ازای هر نفر در سال دارند که نشان از محدودیت این منبع حیاتی ست.
هیدروپلتیک نه یک پدیده نوظهور در گفتمان روابط بین‌المللی است و نه در بحران فشارهای سیاسی آن را ناچیز قلمداد می‌کنند. (به‌طور مثال کنترل ژئوپولیتیک استراتژیکی به عنوان  کنترل کانال سوئز یا خلیج فارس) در خاورمیانه که همواره صحنه‌های تنش‌های ملی، محلی، قومی، مذهبی و… بوده هیدروپلتیک نقش عمده‌ای را در تنش میان سوریه، عراق و ترکیه ایفا کرده‌است که به‌طور مثال ترکیه در سال ۱۹۹۰ پروژه آناتولی جنوب شرقی (به انگلیسی: Southeastern Anatolia Project) را اجرا کرد که با مسدود کردن بخشی از دجله و فرات در شمال سوریه همراه بود.
در خاورمیانه تمام رودخانه‌های اصلی حداقل از یک مرز بین‌المللی عبور می‌کنند یا مانند دجله و فرات که از مرز سه کشور بزرگ خاورمیانه عبور می‌کنند. این بدین معنیست که کشورها یا شهرها و افرادی که در نزدیکی این رودها زندگی می‌کنند تحت تأثیر مستقیم سیاست‌ها و اعمال کشورها و گروه‌های مختلف برای کنترل بر این رودها هستند.